# Phlebosotera cyclops
Phlebosotera cyclops är en tvåvingeart som beskrevs av Curtis W. Sabrosky 1956. Phlebosotera cyclops ingår i släktet Phlebosotera och familjen smalvingeflugor.
Artens utbredningsområde är Malawi. Inga underarter finns listade i Catalogue of Life.